# Badenhorst (Elsdorf)
Badenhorst ist ein Ortsteil der Gemeinde Elsdorf im niedersächsischen Landkreis Rotenburg (Wümme).
Der Ort liegt südlich des Kernortes Elsdorf. Unweit nördlich verläuft die A 1.